# André Makarakiza
André Makarakiza MAfr (* 30. Juni 1919 in Rudehe, Provinz Kayanza, Burundi; † 17. April 2004) war ein burundischer Ordensgeistlicher und römisch-katholischer Erzbischof von Gitega.

## Leben
André Makarakiza trat der Ordensgemeinschaft der Weißen Väter bei und empfing am 16. August 1951 das Sakrament der Priesterweihe.
Am 21. August 1961 ernannte ihn Papst Johannes XXIII. zum Bischof von Ngozi. Sein Amtsvorgänger Joseph Martin MAfr, inzwischen Bischof von Bururi, spendete ihm am 8. Dezember desselben Jahres die Bischofsweihe; Mitkonsekratoren waren der Bischof von Nyundo, Aloys Bigirumwami, und der Bischof von Usumbura, Michel Ntuyahaga.
André Makarakiza nahm an allen vier Sitzungsperioden des Zweiten Vatikanischen Konzils als Konzilsvater teil.
Papst Paul VI. ernannte ihn am 5. September 1968 zum Erzbischof von Gitega. Am 6. November 1982 nahm Papst Johannes Paul II. seinen vorzeitigen Rücktritt an, nachdem ihm bereits seit April 1980 mit Joachim Ruhuna ein Koadjutor zur Seite gestanden hatte.